# 마리아 교회

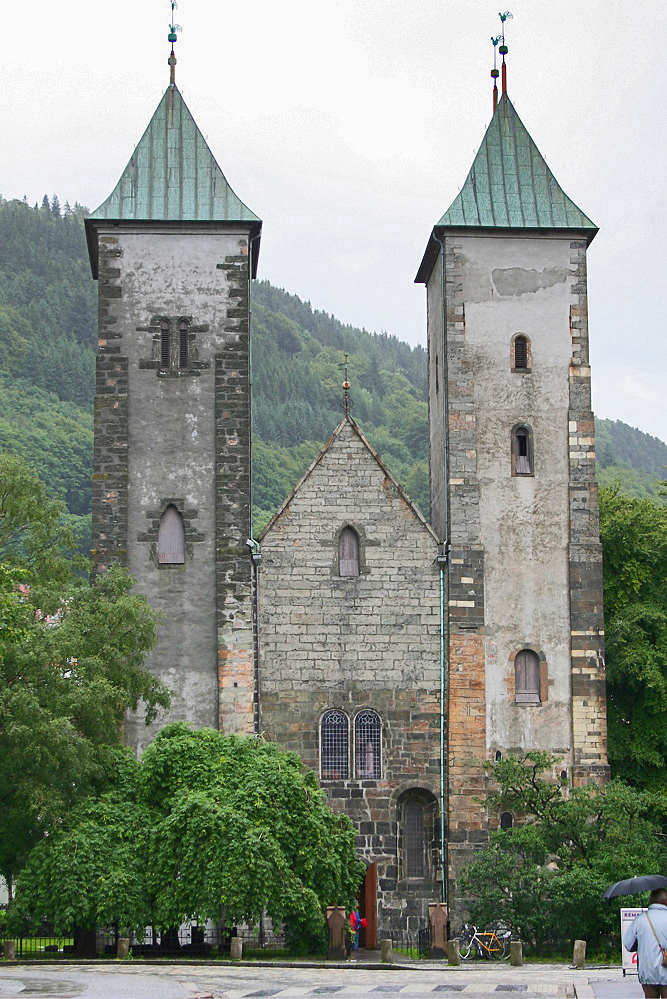

마리아 교회(Mariakyrkja, Mariakirken)는 노르웨이 호르달란주 브리겐 거리 북서쪽에 위치한 교회이다. 로마네스크 양식으로 지어졌다. 내부에는 바로크풍의 선교단이 있다.
이 건축물은 1130년대 또는 1140년대 착공이 시작되어 1180년 즈음에 완공된 것으로 믿겨지며, 이로써 베르겐시 전체에서 가장 오래된 교회로 간주된다. 교회를 불태운 화재가 몇 차례 있었고 이 때문에 여러 리노베이션과 재건축이 진행되었으며 최근의 일은 2013년이다.